# Мори (округ, Шотландия)
Мо́ри (англ. Moray ['mʌri], гэльск. A Moireibh, лат. Moravia, др.-сканд. Mýræfi) — один из 32 округов Шотландии. Был учрежден в 1996 г. на базе бывшего округа Мори (Moray district), который, в свою очередь был в 1974 г. юридически отождествлён с бывшим графством Мори (County of Moray), несмотря на некоторые отличия их границ. Округ Мори расположен на северо-востоке страны и граничит с округами Абердиншир и Хайленд.

## Населенные пункты

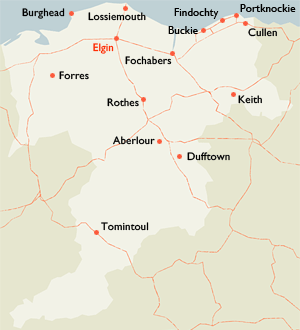
Населенные пункты округа Мори

| - Аберлур (Aberlour) - Баки (Buckie) - Бергхед (Burghead) - Дафтаун (Dufftown) - Каллен (Cullen) | - Кит (Keith) - Лоссимут (Lossiemouth) - Портноки (Portknockie) - Ротес (Rothes) - Томинтаул (Tomintoul) | - Финдохти (Findochty) - Форрес (Forres) - Фохаберс (Fochabers) - Элгин (Elgin) |

## Достопримечательности
- Замок Баллиндаллох
- Замок Балвени
- Винокурня Macallan